# Rick Welts
Rick Welts (21 gennaio 1953) è un dirigente sportivo statunitense, consigliere dei Golden State Warriors.

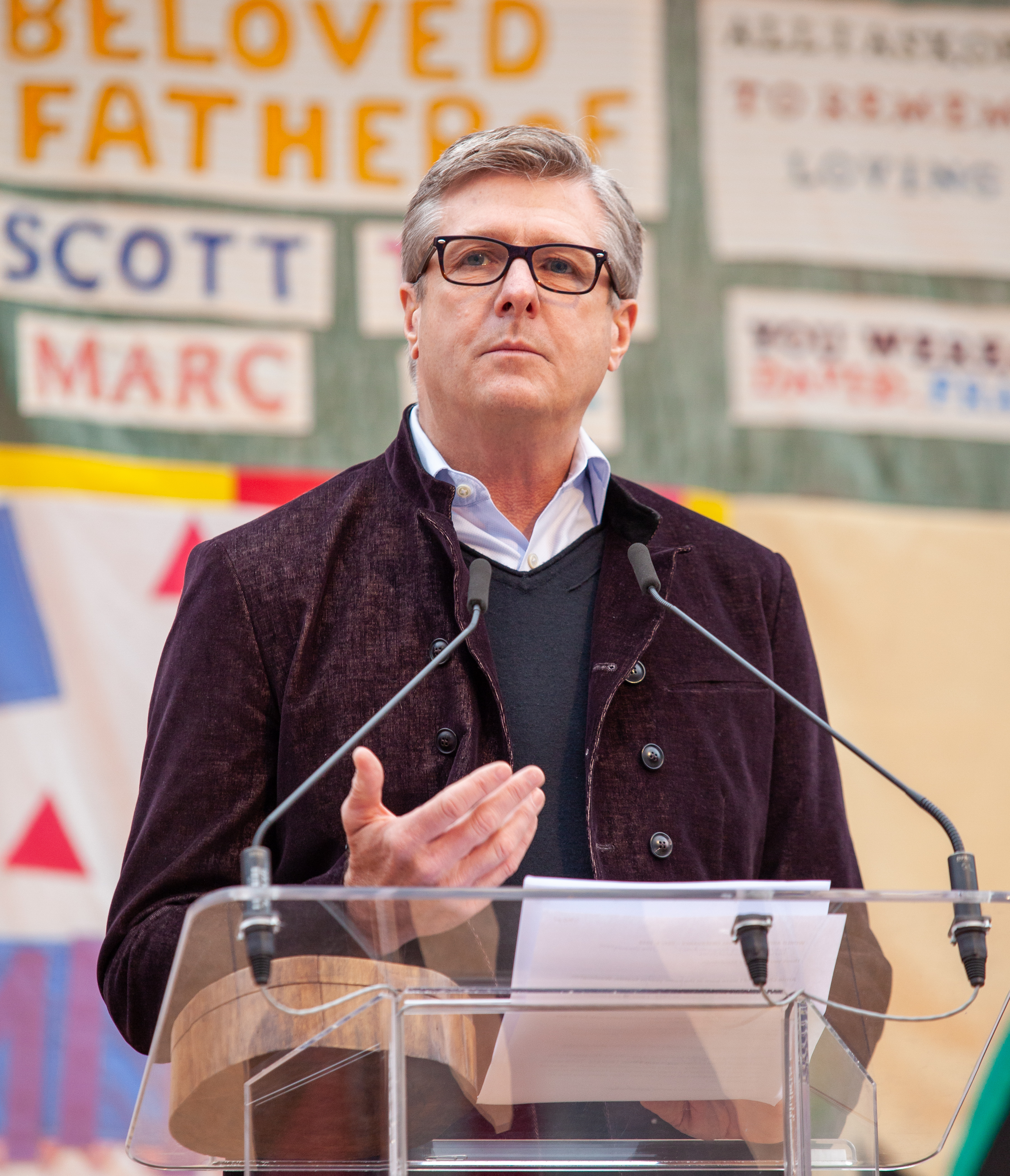
Rick Welts nel 2019

Dal 2018 è fra i membri del Naismith Memorial Basketball Hall of Fame.
Dal 1996 al 1999 ha occupato la terza carica più importante dell'NBA come vice presidente esecutivo e CMO (Chief Marketing Officer).

## Biografia
Nato nella città di Seattle (Washington), Welts frequentò l'Università di Washington dove si unì alla fratellanza Delta Chi.
Iniziò la propria carriera in NBA con i Seattle SuperSonics, ricoprendo diverse posizioni dal 1969 al 1979: dapprima come raccattapalle, raggiungendo poi nel corso degli anni l'incarico di direttore delle pubbliche relazioni, nello stesso anno, il 1979, in cui la squadra ottenne il suo primo ed unico titolo del campionato di NBA. Dal 1982 al 1999 lavorò come dirigente della NBA, divenendone vice presidente esecutivo, responsabile marketing e presidente di "NBA Properties". Fu tra i principali ideatori dell'evento NBA All-Star Weekend, concepito nel 1984, nonché della campagna di marketing per il "Dream Team" delle Olimpiadi di Barcellona del 1992. Nel 1998 venne nominato Marketer of the Year da Brandweek per il suo lavoro con il presidente della WNBA Val Ackerman nel lancio della WNBA.
Ha ricoperto l'incarico di presidente e CEO dei Phoenix Suns dal 2002 al 2011, anno in cui venne nominato presidente dei Golden State Warriors.
Nel maggio del 2011 fece coming out in un'intervista rilasciata al New York Times, dichiarandosi omosessuale e divenendo il primo manager dell'NBA dichiaratamente gay. Welt è membro dell'advisory board di You Can Play, una campagna dedicata al contrasto dell'omofobia nello sport.
Il suo primo partner, conosciuto in un ristorante a Seattle nel 1977, morì di AIDS nel marzo del 1994. Welts fece pubblicare un necrologio a Seattle in cui suggerì a chiunque volessi tributargli un ricordo di firmare un assegno alla facoltà di architettura dell'Università di Washington, la specializzazione del suo compagno. Welts ebbe un'altra relazione dal 1995 al 2009, conclusasi in parte a causa della richiesta di Welts di mantenere la relazione nascosta alla vista del pubblico.
Il 9 settembre 2011, Welts annunciò le proprie dimissioni dalla sua posizione nei Suns per trasferirsi nel nord della California e vivere lì con il suo nuovo partner. Poche settimane dopo, Welts firmò come presidente della squadra per i Warriors. Durante il proprio mandato, la sua leadership avrebbe contribuito a trasformare i Warriors in un contendente perenne, vincendo tre campionati su cinque dal 2015 al 2019. Il 31 marzo 2018, venne annunciato l'inserimento di Welts nella Naismith Basketball Hall of Fame.
Il 10 gennaio 2020, Welts sposò Todd Gage, suo partner da nove anni, al municipio di San Francisco. La cerimonia venne officiata dal sindaco London Breed.
L'8 aprile 2021, Welts ha annunciato l'allontanamento dal proprio ruolo nei Warriors alla fine della stagione, dove tuttavia avrebbe proseguito la funzione di consigliere della squadra.